# Enoplognatha lordosa
Enoplognatha lordosa är en spindelart som beskrevs av Zhu och Song 1992. Enoplognatha lordosa ingår i släktet Enoplognatha och familjen klotspindlar. Inga underarter finns listade i Catalogue of Life.